# トマス・ホームズ (初代ホームズ男爵)
初代ホームズ男爵トマス・ホームズ（英語: Thomas Holmes, 1st Baron Holmes、1699年11月2日洗礼 – 1764年7月21日埋葬）は、グレートブリテン王国の政治家、貴族。ワイト島の有力者であり、ワイト島の選挙区から選出されて庶民院議員（在任：1727年 – 1729年、1734年 – 1741年、1747年 – 1764年）を務めた。

## 生涯
ヘンリー・ホームズと妻メアリー（Mary、サー・ロバート・ホームズの庶出の娘）の長男として生まれ、1699年11月2日にヤーマスで洗礼を受けた。
1727年イギリス総選挙でトーリー党候補としてワイト島のニュータウン選挙区から出馬した。ニュータウン選挙区では有力者のウォーズリー家とホームズ家が手を組んでおり、1727年の選挙でもジェームズ・ウォーズリー14票、ホームズ13票でホイッグ党候補2人（いずれも2票）に勝利したものの、選挙申し立てでは選挙権が問題になり、ウォーズリーとホームズは地方自治体（corporation）が選出する自由市民（freeman）、ホイッグ党候補が市民借地権を所有する自由市民と主張した。庶民院はホイッグ党候補の主張を認め、2人の当選を宣告した。ホイッグ党候補の後援者はワイト島総督の第3代ボルトン公爵チャールズ・ポーレットだったが、1734年イギリス総選挙ではボルトン公爵が野党に転じたため、ウォーズリーとホームズは無投票で当選した。1738年6月23日に父が死去すると、その遺産を継承した。
議会では1739年にパルド協定に反対票を投じたが、1741年イギリス総選挙では首相ロバート・ウォルポールと協定を結び、ホームズがワイト島の選挙区への管理を認められる代償として政府を支持するとした。その後、総選挙には立候補せず、ニュータウン選挙区の議席は弟ヘンリーに譲った。ウォルポールが首相を辞任した後は同じ協定をヘンリー・ペラムとも結び、1747年イギリス総選挙では弟とともにヤーマス選挙区から出馬して当選した。1754年にペラムが死去すると、その後任として首相を務めた初代ニューカッスル公爵トマス・ペラム＝ホリスと同じ協定を締結した。
1756年5月には選挙区の管理を理由に機密費を申請し、同年7月に600ポンドを受け取った。さらに1760年5月にアイルランド貴族への叙爵を申請し、同年9月11日にアイルランド貴族であるリメリック県におけるキルマーロックのホームズ男爵に叙された。その間も1754年と1761年の総選挙で弟とともに再選を繰り返した。1762年に弟ヘンリーが死去したときの内閣はビュート伯爵内閣（1762年 – 1763年）であり、さらに補欠選挙が行われる前にワイト島総督の初代ポーツマス伯爵ジョン・ウォロップも死去した。これにより与党トーリー党の第2代シェルバーン伯爵ウィリアム・ペティはホームズ男爵の取り入れに苦心、最終的にはホームズ男爵の説得に成功して、自身の支持するジェレマイア・ダイソンを当選させた。そして、ホームズ男爵は1763年4月6日にワイト島総督に就任した。同年7月2日にワイト島海軍次官にも就任、1764年に死去するまで務めた。
グレンヴィル内閣期（1763年 – 1765年）にもワイト島の選挙区管理を続けたが、ホームズ男爵の健康は悪化しており、1764年2月のジョン・ウィルクスの一般逮捕状（general warrant）をめぐる採決で欠席し、同年7月21日に死去した。死後、ヤーマスで埋葬された。後継者がおらず爵位は廃絶、遺産や選挙区への影響力は甥にあたる聖職者レオナード・トローイヤーが継承した。

## 家族
1人目の妻アン（Anne、1743年没、旧姓プレイヤー（Player）、1743年9月29日埋葬、ヘンリー・プレイヤーの娘）との間で1男（1764年までに没）をもうけた。
2人目の妻キャサリン（Catherine、1784年ごろ没、旧姓リー（Leigh）、ジョン・リーの娘）との間で子供はいなかった。